# Arthur William Hill
Pour les articles homonymes, voir William et Hill.
Sir Arthur William Hill est un botaniste britannique, né le 11 octobre 1875 et mort le 3 novembre 1941.

## Biographie
Il fait ses études au King’s College de Cambridge où il obtient son Master of Arts et son Doctorat of Sciences. Il devient membre, en 1901, du King’s College, doyen en 1902, membre honoraire en 1932.
Il est maître-assistant en botanique de 1905 à 1907, directeur-assistant des Jardins botaniques royaux de Kew de 1907 à 1922, qu’il dirige à partir de 1922. Il voyage en Islande en 1900, dans les Andes en 1903, dans les Caraïbes en 1911 et en 1924, en Afrique de l’ouest en 1921, en Australasie en 1927-1928, dans le sud de l’Afrique en 1920 et en 1931, en Inde en 1937.
Hill devient membre de la Royal Society en 1920 et d’autres sociétés savantes.